# Fixem
Fixem – miejscowość i gmina we Francji, w regionie Grand Est, w departamencie Mozela.
Według danych na rok 1990 gminę zamieszkiwało 325 osób, a gęstość zaludnienia wynosiła 92 osób/km² (wśród 2335 gmin Lotaryngii Fixem plasuje się na 728. miejscu pod względem liczby ludności, natomiast pod względem powierzchni na miejscu 1134.).